# Billy Paynter
Billy Paynter (Liverpool, 13 luglio 1984) è un ex calciatore inglese, di ruolo attaccante.

## Caratteristiche tecniche
Attaccante, può giocare anche da ala sinistra.

## Carriera
Cresce nel Port Vale, giocando un centinaio d'incontri in League One. Nel 2005 è ceduto a titolo definitivo all'Hull City, in Championship, per circa € 225.000. Dopo una sola stagione passa al Southend in cambio di circa € 0,3 milioni, restando in Championship e passando in prestito al Bradford City (League One). Nel 2007 si trasferisce allo Swindon Town per una cifra vicina ai € 225.000. Dopo tre stagioni di League One, in particolare da ricordare l'ultima, l'annata 2009-2010, durante la quale mette a segno 26 gol in 42 incontri di campionato, arrivando solamente dietro a Rickie Lambert nella classifica marcatori e aiutando la società a raggiungere i play-off. A fine stagione passa a costo zero al Leeds United, ritornando in Championship. Ritornato a Leeds dopo un periodo in prestito al Brighton (Championship) è ceduto a titolo definitivo al Doncaster Rovers, in League One. Realizza 13 gol in 37 giornate, contribuendo alla vittoria del club in campionato. Gioca qualche incontro di Championship prima di trasferirsi in prestito allo Sheffield United, in League One. A fine stagione passa al Carlisle United, in quarta divisione inglese.
Vanta 76 presenze nella seconda divisione inglese e più di 100 gol nel professionismo.

## Palmarès

### Club

#### Competizioni nazionali
- Football League One: 1

Doncaster Rovers: 2012-2013
- Football League Trophy: 1

Port Vale: 2000-2001